# Stronghold Crusader II
Stronghold Crusader II er et real-time strategi videospil, som er udviklet og udgivet af Firefly Studios. Det blev udgivet den 23. september 2014. Det er efterfølgeren til deres 2002 titel Stronghold: Crusader, der er også det nyeste spil i Stronghold serien. Spillet er tilgængeligt på Steam, getGames.com, The Humble Store og Amazon.

## Gameplay
Spillet var det første Stronghold Crusader spil til at bruge 3D grafik. Spillet tog mange af soldatene med fra Stronghold Crusader, dog tilføjede de også nye soldater som fx healer, whirling Dervish og nogle andre. Der er også en helt ny multiplayer mode hvor to spiller tager kontrol over det samme slot, hvor du deler soldater og ressourcer.

## Udvidelser
Stronghold Crusader 2 har 6 udvidelser til spillet:
- Delivering Justice mini-campaign
- Freedom Fighters mini-campaign
- The Princess and The Pig
- The Emperor and The Hermit
- The Templar and The Duke
- The Jackal and The Khan[3]

1. ↑  "Stronghold Crusader 2". stronghold.wikia.com. Hentet 12. august 2018.
2. ↑  "Stronghold Crusader 2". stronghold.wikia.com. Hentet 12. august 2018.
3. ↑  "Stronghold Crusader 2". Steam. Steam. Hentet 12. august 2018.